# Erechthias chasmatias
Erechthias chasmatias är en fjärilsart som beskrevs av Edward Meyrick 1880. Erechthias chasmatias ingår i släktet Erechthias och familjen äkta malar. Inga underarter finns listade i Catalogue of Life.